# Pražská památková rezervace

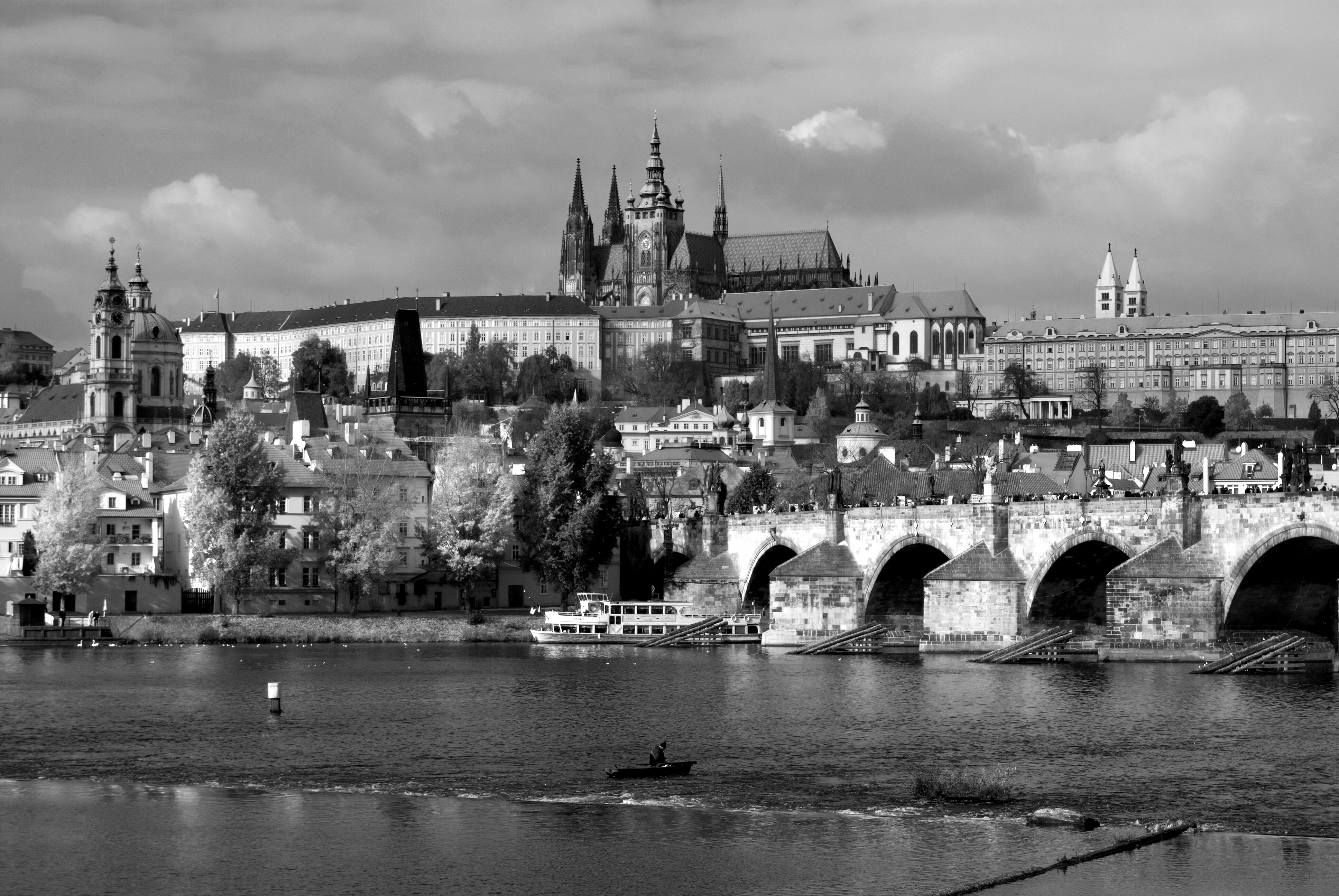
Oblíbený pohled na historické jádro Prahy s Hradem a Karlovým mostem

Pražská památková rezervace (PPR) je největší městskou památkovou rezervací v Česku a jednou z největších na světě. Byla vyhlášena nařízením vlády České socialistické republiky č. 66/1971 Sb. Od roku 1992 je zapsána pod názvem Historické centrum Prahy (Historic Centre of Prague) v Seznamu světového kulturního dědictví UNESCO, kde je k ní však navíc připojen i průhonický zámek s parkem.

## Rozsah

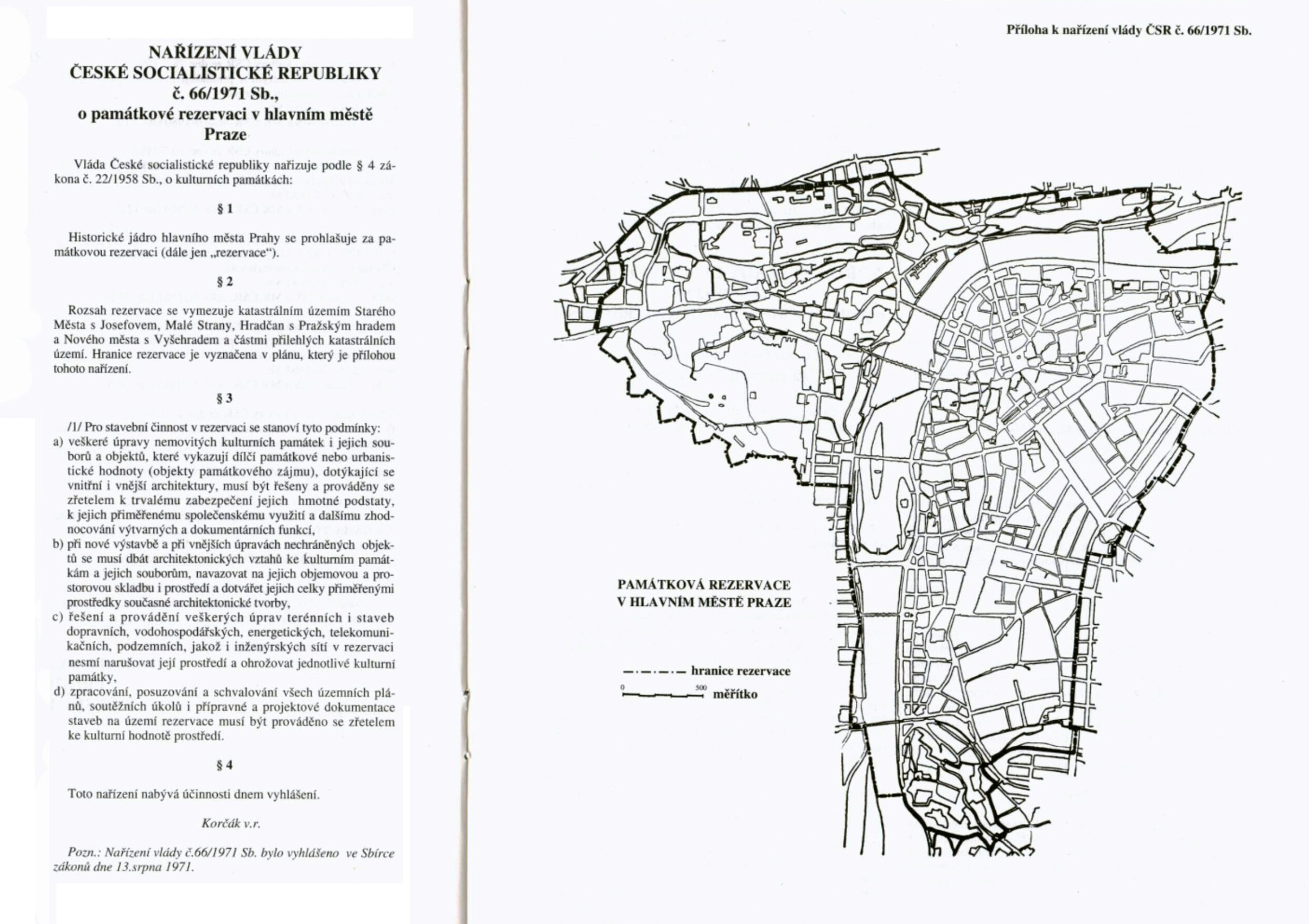
Nařízení vlády České socialistické republiky č. 66/1971 Sb., o památkové rezervaci v hlavním městě Praze

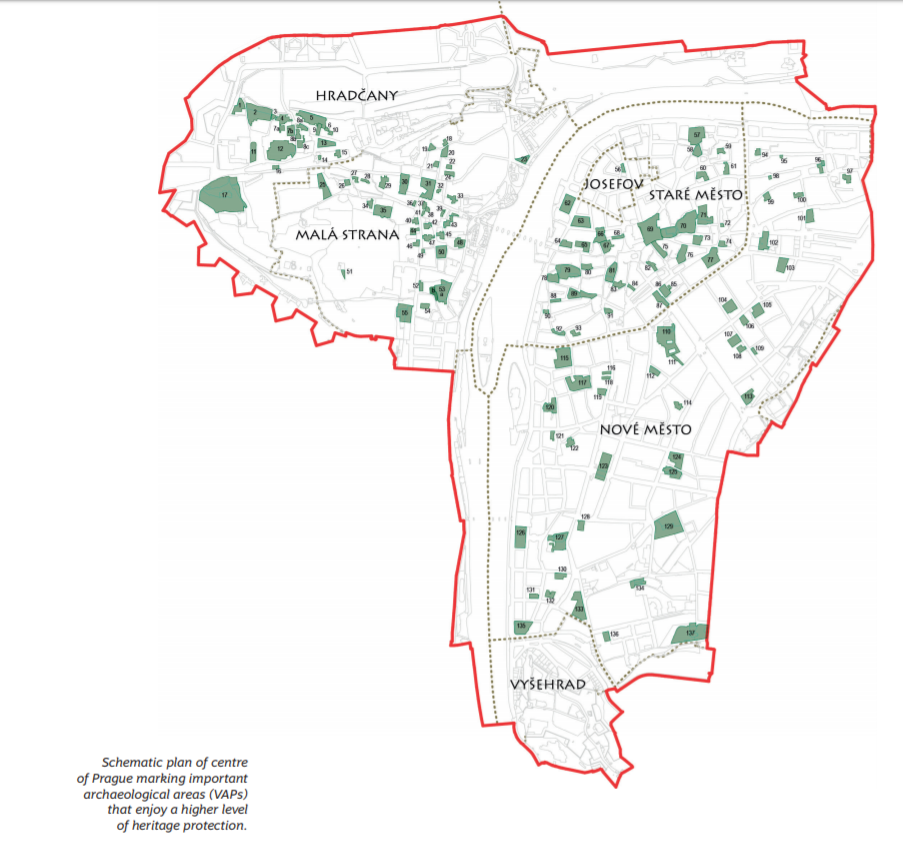
Pražská památková rezervace

Rezervace zaujímá území o rozloze 8,66 km2 (8,63 km2), což je 1,74 % z celého území města. Zahrnuje historické jádro Prahy, konkrétně tyto čtvrti: Staré Město, Josefov, Malá Strana, Hradčany s Pražským hradem, Nové Město (na východě jen po Sokolskou ulici) s Vyšehradem; z malé části pak Vinohrady (Federální shromáždění, Státní opera a Fantova budova hlavního nádraží), Holešovice (Letenské sady s nábřežím), Podolí (porodnice) a Smíchov (Janáčkovo a Hořejší nábřeží s ostrovy). Územní rozsah PPR je velmi podobný rozsahu Prahy těsně před připojením Holešovic v roce 1884. Přibližně 1,00 km2 z rozlohy rezervace připadá na řeku Vltavu. Ochranné pásmo PPR zaujímá plochu 89,63 km2.
V současnosti[kdy?] je v PPR evidováno cca 52 000 obyvatel a 23 000 bytů. Je zde 1330 památkově chráněných objektů, z toho 28 národních kulturních památek.
Na území rezervace je 1322 památkově chráněných domů, značný počet objektů drobné architektury, technické památky a historické zahrady a parky. Z celkového počtu je 60 % objektů starších než 100 let, 22 % pochází z let 1900 až 1945 a 8 % bylo postaveno po roce 1945.

## Registrace
Pražská památková rezervace má dle Ústředního seznamu kulturních památek (ÚSKP) Národního památkového ústavu rejstříkové číslo 1028 pod názvem Praha. Rezervace vznikla Nařízením vlády ČSR č. 66/1971 Sb. ze dne 21.7.1971 o památkové rezervaci v hlavním městě Praze, které nabylo právní moci 13. srpna 1971.
Chráněné území v rámci UNESCO má dle seznamu rejstříkové číslo 1 pod názvem Historické centrum Prahy (Historic Centre of Prague). Území bylo zapsáno prostřednictvím výnosu č. 16COM XA (1), Report of the 16th Session of the Commitee, Santa Fe, USA, 14.12.1992 ze dne 13. prosince 1992 a chráněno je od 13. prosince 1995. Celé území je v rámci seznamu UNESCO vedeno pod číslem C 616 a je rozděleno na části C 616 - 001 Historic Centre of Prague a C 616 - 002 The Průhonice Park.

## Památky
Následující seznam uvádí pouze nejvýznamnější památky. Více objektů je uvedeno na stránce Seznam pražských památek. Tučně zvýrazněné objekty jsou národními kulturními památkami.
| Kostely a kaple - Na Pražském hradě - Katedrála svatého Víta, Václava a Vojtěcha - Bazilika svatého Jiří - Kaple sv. Kříže - Kostel Všech svatých - Kostel Matky Boží před Týnem - Kostel svatého Mikuláše (Malá Strana) - Kostel Narození Páně (Praha) - Betlémská kaple - Na Vyšehradě - Kostel svatého Petra a Pavla - Rotunda svatého Martina Paláce - Palác Kinských - Černínský palác - Valdštejnský palác - Schwarzenberský palác - Thunovský palác - Kolovratský palác | Kláštery - Strahovský klášter - Emauzský klášter - Anežský klášter - Klášter augustiniánů kanovníků Stavby určené pro vzdělání a kulturu - Karolinum - Národní divadlo - Národní muzeum - Klementinum - Rudolfinum Ostatní stavby - Karlův most - Staroměstská radnice - Obecní dům - Staroměstská vodárenská věž - Historická budova pražského hlavního nádraží |  |